# Сан-Гонсалу (Фуншал)
Сан-Гонсалу (порт. São Gonçalo) — район (фрегезия) в Португалии, входит в округ Мадейра. Расположен на острове Мадейра. Является составной частью муниципалитета Фуншал. Население составляет 7232 человека на 2001 год. Занимает площадь 7,08 км².